# Радна бригада
Радна бригада је била јединица слична војној јединици која је учествовала на омладинским радним акцијама у СФР Југославији. Постојање радних бригада је било актуелно од завршетка Другог светског рата па до средине 80-их година 20. века.
Бригада је у почетку имала обично око 100 бригадира и била је подељена на четири чете. Учесници радних акција (бригадири) су долазили на радне акције искључиво добровољно.
Бригадом је командовао командант, а четама командири.
Командант је био на челу бригадног штаба. Штаб се састојао од више чланова штаба за различите активности: санитет, курсеве вожње, културу, трасу и др. 
Свака бригада је имала своју заставу на којој је био извежен назив бригаде са грбом. Бригадна застава се чувала као највећа светиња, није смела да покисне и једна од „забава” на акцијама је била међусобна „крађа“ застава.

## Формирање
Радне акције и радне бригаде су формиране одмах после Другог светског рата у Југославији и у свом зачетку су дале велики допринос изградњи разрушене земље после рата. Једна од првих акција је било сечење дрва за грађане Београда на Црном Врху. Иако су били чувани, дешавало се да бригадири буду убијени од стране одметнутих четника.
Са временом улога бригада у радовима и изградњи је била све мања јер је механизација преузимала кључне радове, али функција им се мењала у смислу изградње другарства и „братства и јединства”.
Примера ради 1963. године када је у катастрофалном земљотресу готово уништено Скопље, многе бригаде из целе земље су одлазиле у Скопље ради рашчишћавања рушевина и помоћи становништву.
Постојале су „савезне” радне акције (нпр. Ауто-пут „Братство и Јединство”, ОРА Морава, ОРА Нови Београд...) и локалне (нпр. уређење Аде Циганлије), које су у зависности од значаја биле финансиране од стране државе или локалне управе.
Сваких десет дана - „декада” главни штаб радне акције је додељивао признања бригадама које су биле успешне у остваривању планова.
На крају акције (обично месец дана) на четним конференцијама, јавно и демократски су додељивана одликовања „Ударничке значке” и остала признања.